# الهجوم على السفارة الباكستانية في كابل 2003
وقع هجوم سنة 2003 على السفارة الباكستانية في كابل عندما اجتاح ما يقارب الـ500 محتج أفغاني سفارة باكستان في 9 يوليو 2003. وكان هذا ثاني هجوم كبير منذ سنة 1995، عندما تعرضت السفارة للهجوم على أيدي المتظاهرين الأفغان.

## الهجوم
تأججت المظاهرات والاحتجاجات السابقة ضد الغارات الحدودية المزعومة التي قامت بها القوات المسلحة الباكستانية بأعمال النهب والهجوم على المباني. وقد حطم المتظاهرون النوافذ، وكسروا الأبواب، وأضرموا النار في العلم الباكستاني. ولم يتم تسجيل أيّ إصابات.
اتهم المفوض السابق لباكستان رستم شاه محمد الحكومة الأفغانية بأنها غير قادرة على مراقبة عاصمتها الخاصة، وطالب بالتعويض وإعلان إغلاق السفارة. بعد الحادث، اعتذر الرئيس الأفغاني حامد كرزاي رسميًا عن حالة الاهتياج والاحتقان وقدم اعتذارًا شخصيًا خلال محادثة استمرت 25 دقيقة، موضحًا أنه لن يحدث مثل هذا الحادث مرة أخرى.
في حوالي الساعة 9:30 صباحًا، نزل 500 محتج يهتفون «الموت لباكستان» في مبنى المفوضية العليا الباكستانية. وكشفت شهادات الدبلوماسيين والموظفين الغربيين القريبين أن المسؤولين الأفغان كانوا على دراية بالاحتجاج، على الرغم من أنهم لم يعطوا أي إجراءات أمنية إضافية.